# Euhyloptera corticalis
Euhyloptera corticalis är en insektsart som beskrevs av Ronald Gordon Fennah 1945. Euhyloptera corticalis ingår i släktet Euhyloptera och familjen Flatidae. Inga underarter finns listade i Catalogue of Life.